# Academia de la Lengua Hebrea
La Academia de la Lengua Hebrea (en hebreo: הַאֲקָדֶמְיָה לַלָּשׁוֹן הַעִבְרִית‎ —sin puntación diacrítica: האקדמיה ללשון העברית—, translit: Ha'academia Lalashón Ha'ivrit), instituida por legislación de la Knéset de 1953 como la institución superior para la lengua hebrea, define estándares para la gramática, la ortografía, las reglas de transliteración y la puntuación diacrítica hebreas, basadas en el desarrollo histórico del idioma.
La Academia está integrada por 23 miembros, entre ellos lingüistas, profesores en estudios judaicos y bíblicos, así como catedráticos de otras disciplinas, poetas, escritores y traductores, entre otros.
Las decisiones de la Academia en materia lingüística, léxica e idiomática son de carácter obligatorio para todas las reparticiones oficiales de Israel.

## Funciones
Como se define en su acta fundacional, las funciones de la Academia son las siguientes:
- 1) Investigar y compilar el léxico del idioma hebreo, de acuerdo con sus diversos estratos y capas históricas.

- 2) Estudiar la historia y la estructura del idioma.

- 3) Dirigir y encauzar el desarrollo del hebreo según su naturaleza, sus necesidades y su potencial, en todos los ámbitos de la vida cotidiana y académica.